# Marthe Mercadier
Pour les articles homonymes, voir Mercadier (homonymie) et Meyrat.
Marthe Henriette Fernande Mercadié-Meyrat, dite Marthe Mercadier, née le 23 octobre 1928 à Saint-Ouen et morte le 15 septembre 2021 à Puteaux, est une actrice française.
Elle mène une activité artistique très variée, mêlant cinéma, cabaret, télévision et surtout du théâtre.

## Biographie

### Jeunesse
Son grand-père Victor Mercadier étant administrateur de la Société des auteurs, elle est grâce à lui auditionnée dès l'âge de 5 ans pour danser avec Joséphine Baker. Elle connaît ainsi le monde du spectacle par les coulisses. À l'âge de 6 ans, elle devient bègue, puis muette ; un an plus tard, elle se rétablit sans explication. En 1936, elle est paralysée pendant dix-huit mois à la suite d'une grave chute, tombant d'une pyramide humaine,.
Pendant la Seconde Guerre mondiale, adolescente, elle est scolarisée au lycée Marcelin-Berthelot à Saint-Maur-des-Fossés[réf. nécessaire] et prend part à la lutte contre l'occupant en entrant dans la Résistance française, transmettant des courriers pour celle-ci. Elle œuvre quelque temps à Bruxelles, avant de fonder sa première association humanitaire[réf. nécessaire].

### Carrière
Elle joue pour la première fois sur scène en 1945, pendant le gala de fin d’année du cours d’art dramatique de Maurice Escande. Intégrant le Cours Simon, elle a pour camarades de classe Michel Bouquet, Robert Hirsch ou encore Michel Piccoli.
Dans un premier temps, Marthe Mercadier est souffleuse au théâtre Saint-Georges à Paris. Elle fait ses débuts sur les planches à la fin des années 1940 en jouant essentiellement au théâtre de boulevard, puis devient une comédienne populaire notamment grâce à la télévision en tenant l'un des premiers rôles de la série à succès Les Saintes chéries de 1965 à 1970.
De décembre 1970 à octobre 1971, elle prend la direction du théâtre du Vieux-Colombier. Elle y présente diverses activités : spectacles pour enfants, théâtre de minuit, cabaret, mais son passage à la tête de l'établissement se clôt par un échec financier.
Au cours des années 1950-1960, en plus de ses activités théâtrales, elle tourne au cinéma dans plus d'une trentaine de films.
De 1976 à 1977, elle coanime La Grande Cocotte, une émission de cuisine de TF1 où les grands chefs de l'époque étaient invités à réaliser une recette du terroir.
Elle devient parallèlement productrice, produisant notamment en 1979, le film Et la tendresse ? Bordel !,, réalisé par Patrick Schulmann et qui obtient un vif succès. En 1981 au théâtre de Paris, elle produit Bent, pièce de Martin Sherman adaptée par Lena Grinda et mise en scène par Peter Chatel, avec entre autres, les comédiens Bruno Cremer et Jean-Pierre Sentier.
Elle soutient François Mitterrand pour l'élection présidentielle de 1981. En septembre de la même année, elle est nommée chargée de mission pour les problèmes de l'audiovisuel auprès d'Yvette Roudy, ministre des Droits de la Femme. Elle rédige un livre blanc sur la place des femmes dans le secteur mais il n'a aucune suite ; elle démissionne.
Elle s'implique également dans des associations caritatives, devenant notamment présidente de l'IFPPF, qui envoie à l'étranger du matériel médical français non utilisé. L'association est cependant mêlée au scandale politico-financier dit « affaire du Carrefour du développement »,.
Elle témoigne dans le documentaire Chantons sous l'Occupation d'André Halimi.
Treize à table est l'une de ses pièces préférées parmi celles qu'elle a énormément jouées, notamment en 1984 lors de l'émission Au théâtre ce soir dans le rôle de Madeleine Villardier auprès de René Camoin.
Marthe Mercadier a partagé l'affiche avec des célébrités tels que Michel Roux, Louis de Funès ou encore Michel Galabru.

### Les années 2000
Son succès continue avec la pièce Le Squat, où elle joue avec Claude Gensac et qui remporte un grand succès entre 2001 et 2002. Par la suite, elle joue les pièces Clémentine et Tout bascule.
En juillet 2002, elle préside le jury du 15e Festival international du film de Vébron (Lozère).
En 2005, elle publie ses mémoires, Le rire est mon refuge, où elle raconte notamment son passé durant la Seconde Guerre mondiale.
En avril 2007, elle reçoit les insignes de chevalier de la Légion d'honneur. Entre mars et mai 2008, elle préside le Festival d'humour et de café-théâtre de Rocquencourt.

### Les années 2010
Elle joue cinq pièces de théâtre :
- Tout bascule[7] ;
- Les Quatre Vérités[8] ;
- N'ayons pas peur des mots ![9] ;
- Madame Marguerite[10].
- Mercadier et de Funès en Vadrouille

et un spectacle solo :
- Les Femmes, le spectacle et la politique[11].

En février-mars 2011, elle participe à la première saison de l'émission Danse avec les stars sur TF1, aux côtés du danseur Grégoire Lyonnet,, et termine sixième de la compétition. Étant âgée de 82 ans à l'époque, elle est la candidate la plus âgée de l'histoire de l'émission, toutes saisons confondues.
Le 27 juin 2011, elle assiste et participe activement à la soirée qui marque le 75e anniversaire du Balajo, le célèbre établissement de la rue de Lappe à Paris.
En octobre 2011, paraît son livre Je jubilerai jusqu'à 100 ans ! chez Flammarion, avec la collaboration d'Alain Morel.
En 2012, elle joue au théâtre du Gymnase avec Laurent de Funès, petit-fils de Louis de Funès, un duo intitulé Mercadier et de Funès en vadrouille.
En 2014, elle lance un appel à l'aide, risquant l'expulsion de son logement car surendettée. Peu après, au mois d'avril, sa fille Véronique annonce publiquement qu'elle est atteinte depuis un an de la maladie d'Alzheimer,.
Marthe Mercadier est membre de l'Académie Alphonse Allais.

## Vie privée

### Famille
Marthe Mercadier épouse le comédien Gérard Néry en 1952. Leur mariage fait alors la Une des journaux. En 1961, le couple donne naissance à une fille, Véronique ; adulte, elle devient l'attachée de presse de sa mère. Les deux comédiens se séparent après vingt ans de mariage. Marthe Mercadier rencontre alors une autre célébrité de l'époque, l'Argentin Juan Manuel Fangio, l'un des plus grands coureurs automobiles. Avec le quintuple champion du monde de Formule 1, elle vit une année de passion amoureuse.

### Mort et hommages
Elle meurt le 15 septembre 2021 à Puteaux à l'âge de 92 ans, des suites de la maladie d'Alzheimer. Ses obsèques ont lieu le 21 septembre à la paroisse Sainte-Hélène, dans le 18e arrondissement de Paris, en présence de Fiona Gélin, Chantal Ladesou, Olivier Lejeune et Cyril Viguier. Elle est ensuite crématisée dans l'intimité au crématorium du Père-Lachaise, et ses cendres sont remises à la famille.

## Filmographie

### Cinéma
- 1950 : Le Tampon du capiston de Maurice Labro : Mélanie
- 1950 : Souvenirs perdus de Christian-Jaque : Liliane, la jeune fille sur le banc
- 1951 : Folie douce de Jean-Paul Paulin : Juliette
- 1951 : Le Plus Joli Péché du monde de Gilles Grangier : Liliane
- 1951 : Identité judiciaire, de Hervé Bromberger : la prostituée Rose Muchet
- 1951 : La nuit est mon royaume de Georges Lacombe : Simone
- 1951 : Chacun son tour d’André Berthomieu : Ketty
- 1951 : La Maison Bonnadieu de Carlo Rim : Mademoiselle Clorinde
- 1951 : Ouvert contre X de Richard Pottier : la détenue-manucure
- 1952 : Rendez-vous à Grenade de Richard Pottier : Annette
- 1952 : Un caprice de Caroline chérie de Jean Devaivre : Ida
- 1952 : Rayés des vivants de Maurice Cloche : Marcelle
- 1953 : Un acte d'amour (Act of Love) d'Anatole Litvak : la jeune femme à la terrasse
- 1953 : Les Détectives du dimanche de Claude Orval
- 1954 : Obsession  de Jean Delannoy : Arlette Bernardin
- 1954 : Scènes de ménage d’André Berthomieu : Ernestine Boulingrin
- 1955 : M'sieur la Caille d'André Pergament : Bertha
- 1955 : Les salauds vont en enfer de Robert Hossein : Germaine, la femme de Georges Bagot
- 1956 : Les Aventures de Gil Blas de Santillane de René Jolivet : Serafina
- 1957 : Vacances explosives de Christian Stengel : Marie la Paimpolaise
- 1958 : Le Tombeur de René Delacroix : Amanda
- 1958 : Les femmes sont marrantes d’André Hunebelle : Yolande
- 1958 : Jeunes filles en uniforme (Mädchen in Uniform) de Géza von Radványi : Madame Aubert
- 1959 : Les Noces vénitiennes (La Prima Notte) d’Alberto Cavalcanti : Antoinette
- 1961 : Dans l'eau qui fait des bulles de Maurice Delbez : Georgette Ernzer
- 1963 : Le Bon Roi Dagobert de Pierre Chevalier : Madame Pelletan / Gomatrude
- 1969 : Aux frais de la princesse de Roland Quignon : Hélène
- 1968 : Béru et ces dames de Guy Lefranc : Madame Albertine
- 1970 : La Coqueluche de Christian-Paul Arrighi : Marie-Blanche
- 1977 : Blue Jeans de Hugues Burin des Roziers : la mère de Jean-Luc
- 1981 : Belles, blondes et bronzées de Max Pécas : la religieuse
- 1981 : Les Folies d'Élodie d'André Génovès : Juliette
- 1981 : La Puce et le Privé de Roger Kay : Odette Rupert
- 1982 : Le Braconnier de Dieu de Jean-Pierre Darras : l'hôtelière de Lourdes
- 1982 : Te marre pas... c'est pour rire ! de Jacques Besnard : Agathe Frémont, l'épouse de Michel
- 1988 : Camp de Thiaroye d'Ousmane Sembène : la tenancière
- 1994 : Soutien de famille de Christophe Jacrot
- 2001 : Les Aliénés d'Yvan Gauthier : la mère

### Télévision
- 1956 : La Puce à l'oreille de Georges Feydeau, réalisation Stellio Lorenzi, avec Pierre Mondy, Louis de Funès, Robert Manuel, Alfred Adam
- 1959 : Une nuit orageuse de Marcel Bluwal
- 1965 : Le train bleu s'arrête 13 fois de Mick Roussel, épisode Antibes : coup fourré
- 1965 : Les Saintes chéries, Ève à la maison de Jean Becker : Fanny
- 1965 : Les Saintes chéries, Ève et les magasins de Maurice Delbez : Fanny
- 1967 : Les Cinq Dernières Minutes : Finir en beauté de Claude Loursais
- 1970 : Les Saintes chéries, Ève PDG de Jean Becker : Fanny
- 1970 : Les Saintes chéries, Ève et la secrétaire de l'homme de Jean Becker : Fanny
- 1970 : Les Saintes chéries, Ève cherche du travail de Jean Becker : Fanny
- 1976-1977 : La Grande Cocotte : Coanimatrice
- 1979 : L'Hôtel du libre échange de Georges Feydeau, réalisation Guy Seligmann, avec Jean Poiret, Danielle Volle, Jean-Pierre Darras, Pierre Mondy
- 1983 : Marianne, une étoile pour Napoléon réalisation de Marion Sarraut
- 1986 : Catherine, il suffit d'un amour réalisation de Marion Sarraut
- 1996 : Les Surprises du chef (téléfilm) d'André-Guy Flédérick[20]
- 1998-2004 : Le Bigdil : Tolilola, la mère de Bill
- 1998-1999 : Drôle de jeu : Tolilola, la mère de Bill
- 2005-2006 : Crésus : Suriole, la sorcière et la mère de Crésus
- 2011 : Danse avec les stars (saison 1), en tant que candidate
- 2012 : R.I.S Police scientifique

### Au théâtre ce soir
- 1966 : Chérie noire de François Campaux, mise en scène de l'auteur, réalisation Pierre Sabbagh, théâtre Marigny, avec Jean-Jacques, Paul Demange
- 1966 : Interdit au public de Roger Dornès et Jean Marsan, mise en scène Jean Le Poulain, réalisation Pierre Sabbagh, théâtre Marigny, avec Jean Le Poulain, Maria Pacôme, Jean Marsan
- 1968 : Boléro de Michel Duran, mise en scène Fred Pasquali, réalisation Pierre Sabbagh, théâtre Marigny
- 1973 : Les Quatre Vérités de Marcel Aymé, mise en scène René Clermont, réalisation Georges Folgoas, théâtre Marigny
- 1974 : Le Vison à cinq pattes de Constance Coline, d'après Peter Coke (en), mise en scène René Dupuy, réalisation Jean Royer, théâtre Marigny, avec Marcelle Ranson-Hervé, Jean Marsan, Anne Wartel, Mony Dalmès, Madeleine Barbulée
- 1975 : Ah ! La Police de papa ! de Raymond Castans, mise en scène Jacques Charon, réalisation Pierre Sabbagh, théâtre Édouard-VII
- 1977 : La Libellule d'Aldo Nicolaj (it), mise en scène René Clermont, réalisation Pierre Sabbagh, théâtre Marigny
- 1977 : Les Petits Oiseaux d'Eugène Labiche et Alfred Delacour, mise en scène René Dupuy, réalisation Pierre Sabbagh, théâtre Marigny
- 1980 : La Chambre mandarine de Robert Thomas, mise en scène Michel Roux, réalisation Pierre Sabbagh, théâtre Marigny

## Théâtre
- L'Hôtel du libre échange de Georges Feydeau (à confirmer)
- 1945 : À l'approche d'un soir du monde de Fabien Reignier, mise en scène Maurice Escande et Jacques-Henri Duval, théâtre Saint-Georges
- 1946 : Doris de Marcel Thiébaut, mise en scène Pierre Bertin, théâtre Saint-Georges
- 1949 : La Galette des Rois de Roger Ferdinand, mise en scène Jean Wall, théâtre Daunou
- 1951-1952 : Le Don d'Adèle de Pierre Barillet et Jean-Pierre Grédy, théâtre des Célestins[21]
- 1952 : La Puce à l'oreille de Georges Feydeau, mise en scène Georges Vitaly, théâtre Montparnasse
- 1953 : Trésor de Roger Mac Dougal, mise en scène Jean Marsan, théâtre des Bouffes-Parisiens
- 1955 : Charmante Soirée de Jacques Deval, mise en scène de l'auteur, théâtre des Variétés
- 1956 : La Puce à l'oreille de Georges Feydeau
- 1957 : Une femme trop honnête d'Armand Salacrou, mise en scène Georges Vitaly, théâtre Édouard-VII
- 1958 : Chérie noire de François Campaux, mise en scène Jacques Charon, théâtre Michel, théâtre des Bouffes-Parisiens en 1959
- 1960 : Le Sexe et le néant de Thierry Maulnier, mise en scène Marcelle Tassencourt, théâtre de l'Athénée
- 1960 : Le Tartuffe de Molière, mise en scène Jean Le Poulain, Festival de Bellac
- 1961 : Coralie et Compagnie de Maurice Hennequin et Albin Valabrègue, mise en scène Jean Le Poulain, théâtre Sarah-Bernhardt
- 1962 : L'Archipel Lenoir d'Armand Salacrou, mise en scène Charles Dullin, théâtre Montparnasse
- 1963 : Sacré Léonard de Jean Poiret et Michel Serrault, mise en scène André Puglia, théâtre Fontaine
- 1965 : Les Filles de Jean Marsan, mise en scène Jean Le Poulain, théâtre Édouard-VII, théâtre de la Porte-Saint-Martin
- 1967-1968 : Interdit au public de Jean Marsan, mise en scène Jean Le Poulain, théâtre Saint-Georges
- 1970-1972 : La Facture de Françoise Dorin, théâtre des Célestins[21]
- 1972 : Ah ! la police de papa de Raymond Castans, mise en scène Jacques Charon, théâtre des Bouffes-Parisiens
- 1973 : Les Quatre Vérités de Marcel Aymé, mise en scène René Clermont, théâtre des Variétés
- 1975 : La Libellule de Aldo Nicolaï (it), mise en scène René Clermont, théâtre des Nouveautés
- 1980 : Diable d'homme ! de Robert Lamoureux, mise en scène Daniel Ceccaldi, théâtre des Bouffes-Parisiens
- 1982 : Lorsque l'enfant paraît d’André Roussin, mise en scène Jean-Michel Rouzière, théâtre des Variétés
- 1984 : Treize à table de Marc-Gilbert Sauvajon, mise en scène René Clermont, théâtre Édouard-VII
- 1986 : Les Voisins de dessus de Laurence Jyl, avec Pierre Doris, Stéphane Hillel, Sonia Vollereau, puis Louise Lemoine Torrès théâtre de la Renaissance et réalisation de Jacques Audoir pour TF1
- 1988 : La Présidente de Maurice Hennequin et Pierre Veber, adaptation Jean Poiret, mise en scène Pierre Mondy, théâtre des Variétés
- 1988 : Les Bonshommes de Françoise Dorin, tournée Baret
- 1991 : La Bonne Anna de Marc Camoletti, Théâtre Michel
- 1992 : Les Enfants d’Édouard de Marc-Gilbert Sauvajon, mise en scène Jean-Luc Moreau, théâtre Édouard-VII
- 1995 : La Poule aux œufs d'or d'Alexandre Vial
- 1996 : Vacances de rêve de Francis Joffo, mise en scène de l'auteur, théâtre du Palais-Royal
- 2000 : Le Squat de Jean-Marie Chevret, mise en scène Jean-Pierre Dravel, théâtre Rive Gauche, théâtre de la Madeleine
- 2002 : Vacances de rêve de Francis Joffo
- 2004-2005 : Folles de son corps de Gérard Moulévrier (avec la collaboration d'Alain Sachs), mise en scène Alain Sachs, théâtre des Bouffes-Parisiens et tournée en régions
- 2005 : Trop c'est trop d'Olivier Lejeune
- 2005-2006-2007: Tout bascule d'Olivier Lejeune, mise en scène de l'auteur, La Grande Comédie
- 2006 : Clémentine de Jean Barbier, mise en scène Jean-Pierre Dravel et Olivier Macé, théâtre des Nouveautés
- 2008-2009 : Les Quatre Vérités de Marcel Aymé, mise en scène Raymond Acquaviva
- 2008-2009 : Tout bascule, d'Olivier Lejeune, mise en scène et jouée par l'auteur, La Grande Comédie
- 2009 : Les Femmes, le spectacle et la politique, théâtre du Clan, Nogaro (Gers)
- 2009-2010 : N'ayons pas peur des mots ! de Thibaud Valérian
- 2010 : Madame Marguerite de Roberto Athayde (sv), tournée
- 2012 : Mercadier et de Funès en vadrouille (duo), tournée

## Spectacle solo
- 2009 : Les Femmes, le spectacle

## Musique
- Tes yeux de Breizh (collectif)[22],  Marthe Mercadier enregistre un single avec le collectif des "Voix de la Breizh" (réunissant des artistes tels qu'Indra, Anny Duperey, Philippe Candeloro, Miss Dominique, Richard Cross, Magloire, etc.) à l'initiative du chanteur David Stephan au profit de l'association "La Breizh de l'Espoir, Brûlons la Muco" qui lutte contre la Mucoviscidose. La musique est signée Géraldine Potron et les paroles Vincent Hélou. La sortie de ce single est prévue pour le 15 juin 2013.

## Distinctions

### Décorations
- Chevalier de la Légion d'honneur (2007)
- Chevalier de l'ordre national du Mérite (1993), pour son action humanitaire, décernée par Simone Veil et remise par l’Abbé Pierre / Prix de la Solidarité décerné par les Nations Unies pour son engagement humanitaire depuis 20 ans.
- Officier de l'ordre des Arts et des Lettres (1989, chevalier en 1974).

### Récompense
- 1989 : Molière du meilleur spectacle comique à La Présidente, de Jean Poiret, mise en scène de Pierre Mondy

## Publications
- Marthe Mercadier, Le rire est mon refuge, Paris, Éditions no 1, coll. « Documents/Actualité », mars 2005, 214 p. (ISBN 978-2-84612-169-9, BNF 39936448, présentation en ligne).
- Marthe Mercadier et Alain Morel (collaboration), Je jubilerai jusqu'à 100 ans ! : Souvenirs… et bons conseils, Paris, Éditions Flammarion, coll. « Documents et Essais », octobre 2011, 234 p. (ISBN 978-2-08-123918-0, BNF 42550706, présentation en ligne).